# San Pedro Yosoñama
San Pedro Yosoñama är en ort i Mexiko.   Den ligger i kommunen San Juan Ñumí och delstaten Oaxaca, i den sydöstra delen av landet, 260 km sydost om huvudstaden Mexico City. San Pedro Yosoñama ligger 2 331 meter över havet och antalet invånare är 379.
Terrängen runt San Pedro Yosoñama är huvudsakligen kuperad, men norrut är den bergig. Runt San Pedro Yosoñama är det mycket glesbefolkat, med 4 invånare per kvadratkilometer. Närmaste större samhälle är San Miguel Monteverde, 11,7 km norr om San Pedro Yosoñama. I omgivningarna runt San Pedro Yosoñama växer huvudsakligen savannskog.